# Modalsatz in der spanischen Sprache
Ein Satz des Mittels oder Art-und-Weise-Satz bzw. Modalsatz, spanisch  oración modal, ist in der Grammatik des Spanischen eine spezielle Form eines adverbialen Nebensatzes, oración subordinada adverbial. Er beschreibt die Mittel oder die Art und Weise, wie das Ereignis zustande kommt, das im Hauptsatz benannt ist.

## Erläuterung
Den Aufbau eines Satzes mit modalem Nebensatz kann man wie folgt wiedergeben:
```
Hauptsatz 
 + Modalkonjunktion + 
Nebensatz (
Indikativ
 oder 
Subjunktiv
)
```

Die adverbiale Nebensätze lassen sich in zwei Gruppen einteilen. Für die erste Gruppe gilt, dass die Nebensätze sich durch Adverbien ersetzen lassen (vergleiche hierzu auch die entsprechenden Fälle im spanischen Temporalsatz). Im Fall des Modalsatzes, oración modal, ergibt sich:
```
 
Hazlo como te dije.

 
Hazlo así.
```

Demgegenüber ist diese Ersetzung in der zweiten Gruppe nicht möglich.
- eigenständige, untergeordnete adverbiale Nebensätze, oraciones subordinadas adverbiales propias. Diese sind der Temporalsatz, oración temporal, der Lokalsatz, oración local und der Modalsatz, oración modal. – Beispiele:

```
Le escribiré 
cuando
 quieras.
 
Ihn ich werde schreiben wenn du möchtest.
 
Futuro simple de indicativo
 + 
Presente de subjuntivo

Le esperaré 
donde
 quieras.
 
Ihn ich werde erwarten wo du möchtest.
 Futuro simple de indicativo + Presente de subjuntivo

Le mimaré 
como
 quieras.
 
Ihn ich werde verwöhnen wie möchtest.
 Futuro simple de indicativo + Presente de subjuntivo
```

- uneigenständige, untergeordnete adverbiale Nebensätze, oraciones subordinadas adverbiales impropias. Diese sind der Kausalsatz, oración causal, der Konsekutivsatz, oración consecutiva, der Konzessivsatz, oración concesiva, der Konditionalsatz, oración condicional, der Finalsatz, oración final und der Komparativsatz, oración comparativa.[2] – Beispiele:

```
La quiere 
porque
 es simpática.
 
Er mag sie, weil sie sympathisch ist.

Nieva 
tanto que
 no saldremos.
 
Es schneit soviel, dass wir nicht rausgehen.

Te aprobaré 
aunque
 no conduzcas.
 
Dir ich werde genehmigen, obwohl nicht du autofährst.

Si
 vienes, te invito a desayunar.
 
Wenn du kommst, lade ich dich zum Frühstücken ein.

Lo hago 
para que
 nades.
 
Ich tue es damit du schwimmest.

Miente 
más que
 habla.
 
Er lügt mehr als er spricht.
```

Bei der unterschiedlichen Verwendung der Modi, also des indicativos oder des subjuntivos, sind zwei Überlegungen nützlich: Die Tempora oder Zeitstufen und die Modi können in Haupt- und Nebensätze gleich oder aber unterschiedlich sein. Man unterscheidet drei Zeitstufen: Gegenwärtigkeit, presente, Vergangenheit, pasado und Zukünftigkeit, futuro.
Die Zeitverhältnisse wiederum legen das Verhältnis zwischen zwei Zeitstufen fest. Anders formuliert betrachtet der Sprecher oder Schreiber zwei Zeitpunkte und entscheidet, welcher von den beiden Zeitpunkten zuerst und welcher danach eintritt.
Man unterscheidet hier die folgenden Zeitverhältnisse: Nachzeitigkeit, posterioridad, Gleichzeitigkeit, simultaneidad und Vorzeitigkeit, anterioridad.
- sind die Vorstellungen, Gedanken oder Handlungen in der Vergangenheit oder Gegenwärtig angesiedelt folgt der indicativo
- sind die Vorstellungen, Gedanken oder Handlungen in die Zukunft verwiesen folgt der subjuntivo.

So beschreibt der modale Nebensatz die Art und Weise, die Begleitumstände wie etwas passiert ist bzw. er benennt die Mittel, die eingesetzt werden, um ein Ziel im Hauptsatz zu erreichen. Beide Sätze stehen damit in einem korrelierenden Abbildverhältnis zueinander, in dem die Identität von Personen und Sachen, ihre Art und Weise sowie Handlungen bzw. Aussagen zueinander abgleichbar werden. Die Art und Weise-Sätze geben darüber Auskunft: Wie?, Auf welche Weise?, Mit welchen Mitteln? sich ein Sachverhalt oder Ereignis in einer Handlung in einem Hauptsatz ereignet oder ereignen wird.
```
 
Man fängt den Hasen nicht
, indem 
man ins Horn bläst.
```

```
 
Podemos conducir con los coches
 sin que 
se paren.
 
Wir können mit den Autos fahren
 ohne das 
sie halten an.
```

Formal macht der Modalsatz Aussagen über die Mittel und den Zweck der zum Geschehen oder Ereignis an. Solche Modalangaben können sich unterschiedlich darstellen, wie als Mittel, als einen Vergleich den fehlenden Begleitumstand, eine bessere, aber nicht wahrgenommene Möglichkeit oder aber auf einer Einschränkung beruhenden, wahrgenommenen Umstand. Im Deutschen verwendet man etwa die Konjunktionen und Adverbien indem, dadurch dass, damit dass, dass, je ... desto, als ob, wie, ohne dass, wodurch.

## Modalkonjunktionen
Die wichtigsten modalen Konnektoren, conjunciones modales sind im Spanischen:
| spanische Wörter   | deutsche Übersetzungen         |
| ------------------ | ------------------------------ |
| como así           | so ... wie; was der Fall ist   |
| como si            | als ob                         |
| sin que            | ohne das                       |
| dado que           | dadurch, dass; angenommen dass |
| por lo cual        | wodurch                        |
| mientras           | indem                          |
| a través de        | durch; mittels                 |
| por                | wegen                          |
| según              | demnach; gemäß; laut           |
| tal como           | wie                            |
| con tal que        | insofern                       |
| cuanto... tanto... | je ... umso                    |

Die adverbiale Bestimmung der Art und Weise erklärt, wie etwas passiert oder wie etwas zustande kommt. –Beispiele:
```
Me grita 
como si
 yo no oyera.
 
Mich er/sie schreit an, als ob ich nicht gut hätte gehört.

Lo haré 
como
 lo hemos pensado.
 
Ich werde es machen so wie es wir haben gedacht.

Como si fuera el maestro, se puso a dirigir el departamento de artesanía.
 
Als wäre er der Meister, begann er zu führen die Handwerksabteilung.
```

| Satzteil 1                                                | Satzteil 2                            |
| --------------------------------------------------------- | ------------------------------------- |
| Nebensatz                                                 | Hauptsatz                             |
| Oración subordinada                                       | Oración principal                     |
| Antezendens, antecedente                                  | Konsequens, consiguiente              |
| „Vordersatz“                                              | „Nach- oder Folgesatz“                |
| Mittel, Art und Weise, Begleitumstände recurso, modalidad | Wirkung, consecuencia, circunstancias |
| Unabhängig                                                | Abhängig                              |
| Koordination                                              | Subordination                         |